# Astragalus eusarathron
Astragalus eusarathron är en ärtväxtart som beskrevs av I.Deml och Dieter Podlech. Astragalus eusarathron ingår i släktet vedlar, och familjen ärtväxter. Inga underarter finns listade i Catalogue of Life.